# Calvi Risorta
Calvi Risorta er en kommune i den italienske provins Caserta i Campania. Buen har 5.469(2023) indbyggere. 